# Maat Mons
Il Maat Mons, o monte Maat, è il rilievo vulcanico più elevato del pianeta Venere; di natura vulcanica, deve il suo nome alla dea Maat, divinità della verità e della giustizia secondo la mitologia egizia. La sua altitudine è di circa 8 km rispetto al livello topografico di riferimento venusiano, fissato convenzionalmente sulla superficie ideale di una sfera, centrata con il pianeta, del raggio di 6051 km.

## Struttura
Il monte Maat è caratterizzato dalla presenza di un'ampia caldera (28–31 km di diametro) alla sommità; al suo interno sono presenti almeno cinque crateri vulcanici di dimensioni nell'ordine dei 10 km. Le pendici sudoccidentali dell'edificio vulcanico sono interessate da una lunga sequenza di crateri di dimensioni minori (3–5 km di diametro), che si estende per circa 40 km; anche la loro origine è generalmente ricondotta a processi di cedimento della crosta superficiale, dacché i dati raccolti dalla sonda Magellano non indicano la presenza di colate laviche.
Si ritiene che in passato il monte Maat sia stato interessato da almeno due cedimenti strutturali su vasta scala.

## Attività vulcanica
Le rilevazioni radar effettuate dalla sonda Magellano hanno evidenziato la presenza di tracce di attività vulcanica relativamente recente presso il monte Maat; in particolare, la sonda spaziale ha individuato tracce di cenere vulcanica presso la sommità del monte e sulle sue pendici settentrionali.
Le analisi dell'atmosfera di Venere condotte dalle sonde del programma Pioneer Venus nei primi anni 1980 avevano individuato notevoli variazioni nella concentrazione atmosferica del diossido di zolfo (SO2) e del metano (CH4) nella media e nell'alta atmosfera; alcune teorie riconducono tale peculiarità, altrimenti inspiegata, all'immissione di gas vulcanici in atmosfera in seguito ad eruzioni pliniane presso il monte Maat.
Sebbene numerosi indizi portino ad ipotizzare che Venere sia tuttora vulcanicamente attivo, l'effettiva presenza di attività vulcanica sul monte Maat non è ancora stata confermata.